# August Thyssen

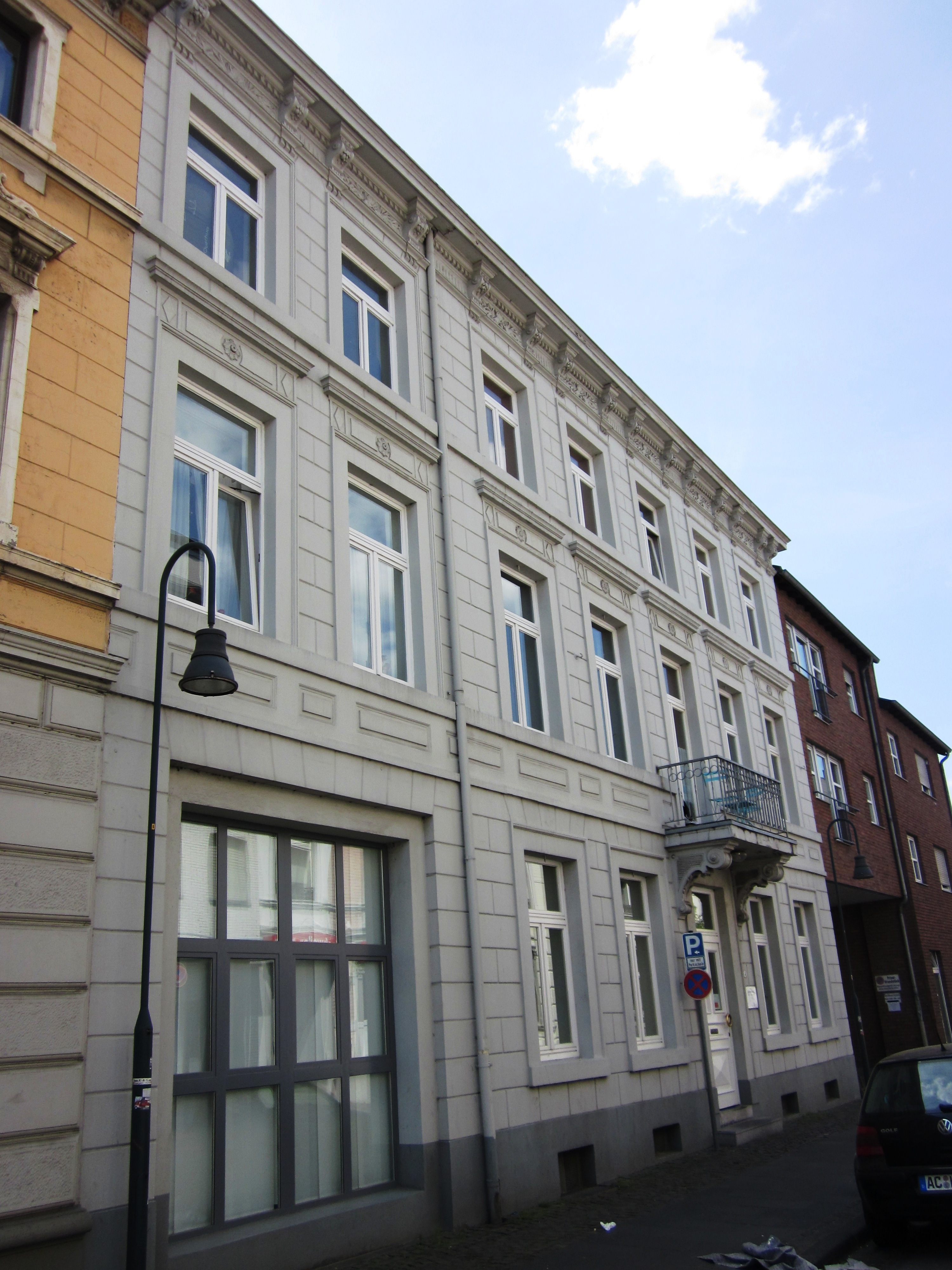
A családi ház az eschweileri óvárosában

August Thyssen (Eschweiler, 1842. május 17. – Landsberg kastély, Ratingen, 1926. április 4.) német iparmágnás.

## Életrajza
A karlsruhei politechnikai iskolában és az antwerpeni kereskedelmi főiskolán tanult.
Ezután az apja bankjában dolgozott.
1867-ben több rokonával megalapította a "Thyssen-Fossoul & Co" vasművet Duisburgban, az akkori porosz Rajnai Tartományban (Rheinprovinz).
1870-ben a társaság feloszlott, majd  Thyssen megalapította a Thyssen & Co hengerművet Styrumban, Mülheim an der Ruhr közelében.
Thyssen a Rheinisch-Westfälisches Elektrizitätswerk AG (RWE) egyik alapítója volt Hugo Stinnesszel együtt.
1914 szeptemberében felkérte Theobald von Bethmann-Hollweg kancellárt, hogy csatoljon Németországhoz  francia bányászati területeket.

## Család
1872. november 29-én Thyssen feleségül vette a 18 éves Hedwig Pelzert (1854–1940). A házasságból négy gyermek született: Fritz (1873-1951), August junior (1874-1943), Heinrich (1875-1947) és Hedwig (1878-1960). A házasság 1885-ben válással végződött.

## Fordítás
- Ez a szócikk részben vagy egészben  az   August Thyssen című német Wikipédia-szócikk fordításán alapul.  Az eredeti cikk szerkesztőit annak laptörténete sorolja fel. Ez a jelzés csupán a megfogalmazás eredetét és a szerzői jogokat jelzi, nem szolgál a cikkben szereplő információk forrásmegjelöléseként.

1. 1 2  Német Nemzeti Könyvtár: Integrált katalógustár (Németország) (német nyelven). Integrált katalógustár (Németország) . (Hozzáférés: 2014. április 9.)
2. 1 2  Francia Nemzeti Könyvtár: BnF-források (francia nyelven). (Hozzáférés: 2015. október 10.)
3. 1 2  SNAC (angol nyelven). (Hozzáférés: 2017. október 9.)
4. 1 2  Brockhaus (német nyelven). Brockhaus . (Hozzáférés: 2017. október 9.)
5. ↑  Német Nemzeti Könyvtár: Integrált katalógustár (Németország) (német nyelven). Integrált katalógustár (Németország) . (Hozzáférés: 2014. december 10.)